# Nguyễn Mạnh Khải (thiếu tướng)
Nguyễn Mạnh Khải là Thiếu tướng Quân đội nhân dân Việt Nam. Ông đã từng giữ chức vụ Cục trưởng Cục Phòng không Lục quân, Quân chủng Phòng không - Không quân, Quân đội nhân dân Việt Nam.

## Tiểu sử
Tháng 11 năm 2011, Nguyễn Mạnh Khải là Đại tá, Phó Sư đoàn trưởng Sư đoàn 361, Quân chủng Phòng không - Không quân, Quân đội nhân dân Việt Nam.
Tháng 1 năm 2018, Nguyễn Mạnh Khải là Đại tá, Sư đoàn trưởng Sư đoàn 361, Quân chủng Phòng không - Không quân, Quân đội nhân dân Việt Nam.
Tháng 5 năm 2019, Nguyễn Mạnh Khải là Đại tá, Ủy viên Ban chỉ đạo Phòng không nhân dân Trung ương, Cục trưởng Cục Phòng không Lục quân, Quân chủng Phòng không - Không quân.
Tháng 8 năm 2019, Nguyễn Mạnh Khải là Thiếu tướng Quân đội nhân dân Việt Nam, Cục trưởng Cục Phòng không Lục quân, Phó Chủ nhiệm Phòng không toàn quân..

## Lịch sử thụ phong quân hàm
- Đại tá Quân đội nhân dân Việt Nam
- Thiếu tướng Quân đội nhân dân Việt Nam (thụ phong năm 2019)